# Виейра-де-Лейрия
Виейра-де-Лейрия (порт. Vieira de Leiria) — район (фрегезия) в Португалии, входит в округ Лейрия. Является составной частью муниципалитета Маринья-Гранде. По старому административному делению входил в провинцию Эштремадура. Входит в экономико-статистический субрегион Пиньял-Литорал, который входит в Центральный регион. Население составляет 5781 человек на 2001 год. Занимает площадь 42,50 км².
Покровителем района считается Дева Мария (порт. N.ª Sr.ª dos Milagres).